# Lucius Postumius Albinus
Pour les articles homonymes, voir Postumius Albus.
Lucius Postumius Albinus était un homme politique de la République romaine.

## Biographie
En 234 av. J.-C., il est consul. En 229 av. J.-C., il est consul pour la seconde fois.
En 228 av. J.-C., il est le commandant d'une campagne militaire romaine contre la reine Teuta d'Illyrie, mais il n'y a pas eu de triomphe pour cette victoire à son retour à Rome.
En 216 av. J.-C., il devait mener son armée de deux légions plus des renforts dans une forêt de Gaule cisalpine, où une force des guerriers boïens l'a attiré dans un guet-apens et a tué la plupart de ses soldats. Lui et le reste des légions ont essayé de s'échapper par un pont voisin, mais ils ont été tués par un détachement de Boiens qui gardait ce pont. Selon Tite-Live, le crâne du consul est alors plaqué en or et transformé en une cuvette sacrificatoire. Élu pour un troisième consulat en 216 av. J.-C., il meurt donc avant d’entrer en charge et est remplacé par Quintus Fabius Maximus Verrucosus Cunctator.